# Mean Machine (videogioco)
Mean Machine, scritto anche Mean Machines sopra i dischetti, è un videogioco di guida e combattimento con un'automobile armata, pubblicato nel 1991 per Amiga, Atari ST e Commodore 64 dalla Codemasters. Simile al precedente Pro Powerboat Simulator degli stessi produttori, che era invece di ambientazione acquatica, uscì direttamente in edizione economica. Ci furono anche anteprime di una versione per ZX Spectrum, mai arrivata alla pubblicazione.

## Modalità di gioco
La visuale di gioco è dall'alto, con scorrimento verticale verso l'alto. I percorsi presentano curve, strettoie, biforcazioni, e ostacoli vari anche in mezzo alla strada; ci sono occasionalmente delle rampe che permettono di saltare al di sopra degli ostacoli. L'auto del giocatore può andare a diverse velocità, senza cambio di marce, incluso fermarsi e indietreggiare fino a fondo schermo. Come armi dispone di missili da sparare in avanti e olio da scaricare in chiazze dietro, entrambi in quantità limitata, ma rifornibili raccogliendo ricariche lungo la strada.
Lungo il percorso si incontrano continuamente auto avversarie controllate dal computer, non dotate di armi, ma a volte aggressive nella guida. Tutte le auto sono in grado di urtarsi e spingersi tra di loro per mandarsi fuori strada o contro gli ostacoli. Il giocatore può eliminare gli avversari con un missile o spingendoli, o limitarsi a evitarli. La sua auto ha una barra dei danni, sebbene molti scontri con il paesaggio siano immediatamente letali, e ha tre vite.
Ci sono 4 piste che si ripetono ciclicamente: due asfaltate ambientate in campagna e in città, una innevata e una sterrata. Anche l'auto del giocatore cambia aspetto tra le prime due e le altre due piste. Il gioco termina se si esauriscono le vite o se non si riesce ad arrivare al traguardo di una pista entro il tempo limite.